# Festival Internacional de Cine de Venecia de 1993
La 50.ª edición del Festival Internacional de Cine de Venecia tuvo lugar entre el 31 de agosto y el 11 de septiembre de 1993.

## Jurados
Las siguientes personas fueron seleccionadas para formar parte del jurado de esta edición:
- Peter Weir (Presidente)
- Mohamed Camara
- Carla Gravina
- James Ivory
- Kaige Chen
- Nelson Pereira dos Santos
- Abdulah Sidran
- Giuseppe Tornatore

## Películas

### Selección oficial

#### En Competición
Las películas siguientes compitieron para el León de Oro:
| Título en España                 | Título original               | Director(es)           | País                  |
| -------------------------------- | ----------------------------- | ---------------------- | --------------------- |
| Un, deux, trois, soleil          | Un, deux, trois, soleil       | Bertrand Blier         | Francia               |
| Hélas pour moi                   | Hélas pour moi                | Jean-Luc Godard        | Francia               |
| Bad Boy Bubby                    | Bad Boy Bubby                 | Rolf de Heer           | Australia, Italia     |
| Chatterbox                       | Za zui zi                     | Liu Miaomiao           | China                 |
| Conversation with a Cupboard Man | Rozmowa z człowiekiem z szafy | Mariusz Grzegorzek     | Polonia               |
| Juego peligroso                  | Dangerous Game                | Abel Ferrara           | Italia, EE. UU.       |
| Ellas también se deprimen        | Even Cowgirls Get the Blues   | Gus Van Sant           | EE. UU.               |
| Aqui na Terra                    | Aqui na Terra                 | João Botelho           | Portugal, Reino Unido |
| De eso no se habla               | De eso no se habla            | María Luisa Bemberg    | Argentina, Italia     |
| Kosh ba kosh                     | Kosh ba kosh                  | Bakhtyar Khudojnazarov | Tayikistán            |
| La prossima volta il fuoco       | La prossima volta il fuoco    | Fabio Carpi            | Italia                |
| ¡Dispara!                        | ¡Dispara!                     | Carlos Saura           | España                |
| La sombra de la duda             | L'ombre du doute              | Aline Issermann        | Francia               |
| Short Cuts                       | Short Cuts                    | Robert Altman          | EE. UU.               |
| Un'anima divisa in due           | Un'anima divisa in due        | Silvio Soldini         | Italia                |
| Temptation of a Monk             | You Cheng                     | Clara Law              | Hong Kong             |
| Tres colores: Azul               | Trois couleurs : Bleu         | Krzysztof Kieślowski   | Francia, Polonia      |
| Dove siete? Io sono qui          | Dove siete? Io sono qui       | Liliana Cavani         | Italia                |

#### Fuera de competición
Las películas siguientes fueron seleccionadas para ser exhibidas fuera de competición:
Largometrajes
| Título en español                 | Título original              | Director(es)    | País           |
| --------------------------------- | ---------------------------- | --------------- | -------------- |
| La edad de la inocencia           | The Age of Innocence         | Martin Scorsese | Estados Unidos |
| Misterioso asesinato en Manhattan | Manhattan Murder Mystery     | Woody Allen     | Estados Unidos |
| Una historia del Bronx            | A Bronx Tale                 | Robert De Niro  | Estados Unidos |
| El secreto del bosque viejo       | Il segreto del bosco vecchio | Ermanno Olmi    | Italia         |

Homenaje a Steven Spielberg
| Título en español | Título original | País    | Año  |
| ----------------- | --------------- | ------- | ---- |
| Jurassic Park     | Jurassic Park   | EE. UU. | 1992 |

#### Eventos especiales
Las películas siguientes fueron seleccionadas para ser exhibidas como eventos especiales:
Largometrajes
| Título en español         | Título original             | Director(es)                          | País           |
| ------------------------- | --------------------------- | ------------------------------------- | -------------- |
| Perseguido                | Pursued                     | Raoul Walsh                           | EE. UU.        |
| Johnny Guitar             | Johnny Guitar               | Nicholas Ray                          | EE. UU.        |
| Donersen Islic Cal        | Donersen Islic Cal          | Orhan Oguz                            | Turquía        |
| High Boot Benny           | High Boot Benny             | Joe Comerford                         | Irlanda        |
| Sono Kido Wo Tohtte       | Sono Kido Wo Tohtte         | Kon Ichikawa                          | Japón          |
| En busca de Bobby Fischer | Searching for Bobby Fischer | Steven Zaillian                       | Estados Unidos |
| Vigyazok                  | Vigyazok                    | Sándor Sára                           | Hungría        |
| The Hollow Men            | The Hollow Men              | Joseph Kay y John Yorick              | Estados Unidos |
| Succede un quarantotto    | Succede un quarantotto      | Nicola Caracciolo y Valerio E. Marino | Italia         |
| La estrategia del caracol | La estrategia del caracol   | Sergio Cabrera                        | Colombia       |

#### Notti Veneziane
Las siguientes películas fueron exhibidas en la edición de Notti Veneziane:
| Título en España               | Título original                | Director(es)            | País           |
| ------------------------------ | ------------------------------ | ----------------------- | -------------- |
| El niño león                   | L'Enfant lion                  | Patrick Grandperret     | Francia        |
| En la línea de fuego           | In the Line of Fire            | Wolfgang Petersen       | Estados Unidos |
| Dave, presidente por un día    | Dave                           | Ivan Reitman            | Estados Unidos |
| Posse                          | Posse                          | Mario Van Peebles       | Estados Unidos |
| Kalifornia                     | Kalifornia                     | Dominic Sena            | Estados Unidos |
| Boxing Helena                  | Boxing Helena                  | Jennifer Chambers Lynch | Estados Unidos |
| El fugitivo                    | The Fugitive                   | Andrew Davis            | Estados Unidos |
| What' s Love Got to Do with It | What' s Love Got to Do with It | Brian Gibson            | Estados Unidos |
| Diki Vostok                    | Diki Vostok                    | Rachid Nougmanov        | Rusia          |
| La madre muerta                | La madre muerta                | Juanma Bajo Ulloa       | España         |
| Quattro bravi ragazzi          | Quattro bravi ragazzi          | Claudio Camarca         | Italia         |

#### Finestra sulle Immagini
Las siguientes películas fueron exhibidas en la edición de Finestra sulle Immagini:
Largometrajes
| Título en España                                      | Título original                                       | Director(es)                  | País           |
| ----------------------------------------------------- | ----------------------------------------------------- | ----------------------------- | -------------- |
| 80 mq - Ottantametriquadri                            | 80 mq - Ottantametriquadri                            | Ignazio Agosta, Cecilia Calvi | Italia         |
| Bisbigli                                              | Bisbigli                                              | Dido Castelli                 | Italia         |
| Children of Fate: Life and Death in a Sicilian Family | Children of Fate: Life and Death in a Sicilian Family | Andrew Young y Susan Todd     | Australia      |
| Ciao amore                                            | Ciao amore                                            | Luca D'Ascanio                | Italia         |
| Hercules Returns                                      | Hercules Returns                                      | David Parker                  | Australia      |
| Lettre pour l...                                      | Lettre pour l...                                      | Roman Goupil                  | Francia        |
| Loin des barbares                                     | Loin des barbares                                     | Liria Bégéja                  | Francia        |
| Manhattan by Numbers                                  | Manhattan by Numbers                                  | Amir Naderi                   | Estados Unidos |
| Metisse                                               | Metisse                                               | Mathieu Kassovitz             | Francia        |
| No, mama, no                                          | No, mama, no                                          | Cecilia Calvi                 | Italia         |
| Partenze                                              | Partenze                                              | Ignazio Agosta                | Italia         |
| Sinfonía en soledad                                   | Thirty Two Short Films About Glenn Gould              | François Girard               | Canadá         |
| Atrapados por la violencia                            | Strapped                                              | Forest Whitaker               | Estados Unidos |
| Youcef                                                | Youcef                                                | Mohamed Chouikh               | Argelia        |

Documental
| Título en España                              | Título original                               | Director(es)                     | País     |
| --------------------------------------------- | --------------------------------------------- | -------------------------------- | -------- |
| Terre d' Avellaneda                           | Terre d' Avellaneda                           | Daniele Incalcaterra             | Italia   |
| Utopia, utopia, per piccina che tu sia        | Utopia, utopia, per piccina che tu sia        | Umberto Marino                   | Italia   |
| Zeit Der Goetter                              | Zeit Der Goetter                              | Lutz Dammbeck                    | Alemania |
| Bells from the Deep                           | Bells from the Deep                           | Werner Herzog                    | Alemania |
| Buñuel                                        | Buñuel                                        | Manuel Huerga y Juan Bufill      | España   |
| Il leone d'argilla                            | Il leone d'argilla                            | Silvano Agosti                   | Italia   |
| Lucio Amelio                                  | Lucio Amelio                                  | Mario Martone                    | Italia   |
| Rosabella: la storia italiana di Orson Welles | Rosabella: la storia italiana di Orson Welles | Gianfranco Giagni, Ciro Giorgini | Italia   |

Mediometrajes
| Título original     | Director(es)       | Duración | País      |
| ------------------- | ------------------ | -------- | --------- |
| Faqe Bardhet        | Gábor Pintér       | 55'      | Hungría   |
| Memories and Dreams | Lynn-Maree Milburn | 58'      | Australia |

Cortometrajes
| Título original                   | Director(es)                          | Duración | País        |
| --------------------------------- | ------------------------------------- | -------- | ----------- |
| Echoes of time                    | Ian Rosenfeld                         | 13'      | Reino Unido |
| Flirt                             | Hal Hartley                           | 24'      | EE. UU.     |
| Il sorvegliante                   | Francesca Frangipane                  | 33'      | Italia      |
| Just Desserts                     | Monica Pellizzari                     | 14'      | Italia      |
| La memoria permessa               | Pier Paolo Gandini                    | 12'      | Italia      |
| L'écriture du Dieu                | Heinz-Peter Schwerfel                 | 25'      | Francia     |
| Le jour du bac                    | Thomas Bardinet                       | 20'      | Francia     |
| Le trieur                         | Philippe Boon, Laurent Brandenbourger | 11'      | Bélgica     |
| Let's ask the experts             | Michael Moore                         | 3'       | EE. UU.     |
| Love after Earth                  | Robert Pulcini                        | 12'      | EE. UU.     |
| Oreste a Tor Bella Monaca         | Karolos Zonaras                       | 26'      | Italia      |
| Otoñal                            | María Novaro                          | 6'       | México      |
| Pets or Meat: The Return to Flint | Michael Moore                         | 23'      | EE. UU.     |
| Swan song                         | Kenneth Branagh                       | 24'      | Reino Unido |
| Terra de Nessuno                  | Carlo A. Sigon                        | 12'      | Italia      |
| The Clean up                      | Jane Weinstock                        | 14'      | EE. UU.     |
| The Obit writr                    | Brian Cox                             | 25'      | EE. UU.     |
| Wi Jinguang canlan de Tiantang    | Jule Gilfillan                        | 27'      | China       |

Animación
| Título original       | Director(es)         | País        |
| --------------------- | -------------------- | ----------- |
| Le criminel           | Gianluigi Toccafondo | Francia     |
| Nerwowe zycie kosmosu | Piotr Dumala         | Polonia     |
| Pearl's Diner         | Lynn Smith           | Canadá      |
| The Darra Dogs        | Dennis Tupicoff      | Australia   |
| The village           | Mark Baker           | Reino Unido |
| The Wrong Trousers    | Nick Park            | Reino Unido |
| Trailer               | Guido Manuli         | Italia      |

### Secciones independientes

#### Semana de la crítica Internacional
Las películas siguientes fueron seleccionadas para la 7.ª Semana Internacional de la Crítica del Festival de Cine de Venecia:
| Título en España  | Título original     | Director(es)                                                       | País     |
| ----------------- | ------------------- | ------------------------------------------------------------------ | -------- |
| Moonlight Boy     | Yue guang shao nian | Yu Wei-Yen                                                         | Taiwán   |
| Il Tuffo          | Il Tuffo            | Massimo Martella                                                   | Italia   |
| Le fils du requin | Le fils du requin   | Agnès Merlet                                                       | Francia  |
| Neues Deutschland | Neues Deutschland   | Philip Gröning, Uwe Janson, Gerd Kroske, Dani Levy, Maris Pfeiffer | Alemania |
| Public Access     | Public Access       | Bryan Singer                                                       | EE. UU.  |
| Suppli            | Suppli              | Vincenzo Verdecchi                                                 | Italia   |
| Touchia           | Touchia             | Rachid Benhadj                                                     | Argelia  |

#### Panorama Italiano[10]
| Título original                      | Director(es)             |
| ------------------------------------ | ------------------------ |
| Il giorno di San Sebastiano          | Pasquale Scimeca         |
| Condannato a nozze                   | Giuseppe Piccioni        |
| E quando lei morì fu lutto nazionale | Lucio Gaudino            |
| Portagli i miei saluti               | Gianna Maria Garbelli    |
| La vera vita di Antonio H.           | Enzo Monteleone          |
| Portami via                          | Gianluca Maria Tavarelli |
| Tutti gli anni una volta l'anno      | Gianfrancesco Lazotti    |

### Retrospectivas
Il Cinema del 1943
Retrospectiva sobre del cine de 1943.
| Título español                    | Título original                   | Director(es)                                  | País        |
| --------------------------------- | --------------------------------- | --------------------------------------------- | ----------- |
| Bitva Za Nashu Sovetskuyu Ukrainu | Bitva Za Nashu Sovetskuyu Ukrainu | Aleksandr Petrovič Dovženko, Yuliya Solntseva | URSS        |
| Una cabaña en el cielo            | Cabin in the Sky                  | Vincente Minnelli, Busby Berkeley             | EE. UU.     |
| Douce                             | Douce                             | Claude Autant-Lara                            | Francia     |
| Fuga a due voci                   | Fuga a due voci                   | Carlo Ludovico Bragaglia                      | Italia      |
| Goupi mains rouges                | Goupi mains rouges                | Jacques Becker                                | Francia     |
| Los hijos de Hitler               | Hitler's Children                 | Edward Dmytryk                                | EE. UU.     |
| El lago de mis ensueños           | Immensee                          | Veit Harlan                                   | Alemania    |
| Luz de verano                     | Lumière d'été                     | Jean Grémillon                                | Francia     |
| Millones como nosotros            | Millions Like Us                  | Sidney Gilliat, Frank Launder                 | Reino Unido |
| Ordet                             | Ordet                             | Gustaf Molander                               | Suecia      |
| Obsesión                          | Ossessione                        | Luchino Visconti                              | Italia      |
| Quelli della montagna             | Quelli della montagna             | Aldo Vergano                                  | Italia      |
| Romanza en tono menor             | Romanze in Moll                   | Helmut Käutner                                | Alemania    |
| El sexo débil                     | The Gentle Sex                    | Leslie Howard, Maurice Elvey                  | Reino Unido |
| The men in grey                   | The men in grey                   | Leslie Arliss                                 | Reino Unido |
| Esta tierra es mía                | This Land is Mine                 | Jean Renoir                                   | Reino Unido |
| Dies irae                         | Vredens dag                       | Carl Theodor Dreyer                           | Dinamarca   |
| Alarma en el Rhin                 | Watch on the Rhine                | Herman Shumlin                                | EE. UU.     |

Retrospectivaː Homenaje a John Ford
| Título en español       | Título original         | Año  |
| ----------------------- | ----------------------- | ---- |
| Siete mujeres           | Seven Women             | 1966 |
| Rookie of the Year (TV) | Rookie of the Year (TV) | 1955 |

Retrospectivaː Homenaje a Eric Rohmer
| Título en español                   | Título original                     | Año  |
| ----------------------------------- | ----------------------------------- | ---- |
| Fermière à Montfaucon               | Fermière à Montfaucon               | 1967 |
| El árbol, el alcalde y la mediateca | L'Arbre, le Maire et la Médiathèque | 1993 |

Retrospectivaː Homenaje a Philippe Garrel
| Título en español      | Título original         | Año  |
| ---------------------- | ----------------------- | ---- |
| El nacimiento del amor | La Naissance de l'amour | 1993 |

## Premios

### Sección oficial-Venecia 51
Las siguientes películas fueron premiadas en el festival:
- León de Oro a la mejor película: 
  - Short Cuts de Robert Altman
  - Tres colores: Azul de Krzysztof Kieślowski
- León de Plata: Bakhtyar Khudojnazarov por Kosh ba kosh
- Premio especial del jurado: Bad Boy Bubby de Rolf de Heer
- Copa Volpi al mejor actor: Fabrizio Bentivoglio por Un'anima divisa in due
- Copa Volpi a la mejor actriz: Juliette Binoche por Tres colores: Azul
- Copa Volpi al mejor actor de repartoː  Marcello Mastroianni por Un, deux, trois, soleil
- Copa Volpi a la mejor actriz de repartoː Anna Bonaiuto por Dove siete? Io sono qui
- Copa Volpi al mejor reparto: Short Cuts
- Premio Osella a la mejor fotografía: Slawomir Idziak por Tres colores: Azul
- Premio Osella al mejor BSO: Cheb Khaled por Un, deux, trois, soleil
- León de Oro a la trayectoria: 
  - Claudia Cardinale
  - Robert De Niro
  - Roman Polanski
  - Steven Spielberg
- Medalla de oro del Presidente del Senado italiano: Liu Miaomiao por Za zui zi

### Otros premios
Las siguientes películas fueron premiadas en otros premios de la edición: 
- Premio Pietro Bianchi:
  - Suso Cecchi d'Amico
- Premio Elvira Notari:
  - La edad de la inocencia de Martin Scorsese
- Gran Premio de la Academia Europea:
  - Un, deux, trois, soleil por Bertrand Blier
- Premio AIACE :
  - La donna del moro de Mauro Borrelli
  - Fuori da Qui de Alessandro Tannoia